# عبد الحسن نور الدين العاملي
 عبد الحسن نور الدين العاملي (1952 -) هو رجل دين شيعي لبناني.

## حياته ونشأته
عبد الحسن نور الدين العاملي ولد في النجف عام 1952م، وهو من عائلة كريمة وعلمية، فوالده سماحة العلامة الشيخ علي نور الدين العاملي إمام مدينة جويـّـا العاملية في جنوب لبنان صاحب مؤلفات عدّة منها "كشف الحجاب", الفوائد العاجيّة", "نظم الدرر".. وجده لأبيه الشيخ محمد جواد نور الدين العاملي وجده الأكبر العلامة الشيخ حسين نور الدين العاملي (قده) وهو من أبرز علماء الشيعة آنذاك.

## مسيرته
درس العلوم الدينية على يد والده الشيخ علي نور الدين العاملي وكبار العلماء والمراجع في النجف من بينهم السيد أبو القاسم الموسوي الخوئي (قده) والسيد الخميني (قده), وقد اضطر إلى مغادرة العراق كبقيّة طلاب العلم اللبنانيين بسبب الأوضاع السياسية والتضييق على طلبة العلوم الدينية هناك.
انتقل إلى لبنان حيث بدأ بالتبليغ وكرّس جهوده لتفسير القرآن الكريم كما وتدريس طلاب العلم وأكمل دراسته على نفسه وعمل على إنشاء مدرسة تُعنى بالعلوم القرآنية وقد تتلمذ على يده العديد من علماء الدين.
ولا ينتمي إلى أي جهة سياسية أو حزبية أو تنظيمية، لاعتقاده أن رجل الدّين للجميع.

## مؤلفاته
له مؤلفات عدّة منها طُبع ومنها قيد الطبع:
- مأساة إحدى وستين وثورة الخالدين: وهو كتاب يحكي سيرة مقتل الإمام الحسين بن علي(عليهما السلام) يتألف من ستة فصول:

1. بيت الحسين (ع)، حياته مختصرة مع جده وأبيه وأخيه وأسباب ثورته والأيام العشرة.
2. المصرع
3. الوقائع المتأخرة عن استشهاده.
4. الشعائر والمآتم الحسينية.
5. الصفحات الغراء، نبذة عن الأئمة المعصومين الإثني عشر.
6. رثاء أهل البيت في قصائد مختارة على أحرف الهجاء.

- الإرث في جداول: المواريث الشرعية الجعفرية مختصرة في ستة جداول سهلة التناول.[7][8]
- اللسان العربي المبين: وهو ما يعرف بـالمعجم المفهرس لجميع مفردات القرآن الكريم دون استثناء بالرسم القرآني.
- الرّقيم في القرآن الحكيم: إعجاز القرآن بالأدلة والبراهين ومعنى الحروف المتقطعة في أوائل بعض السور.
- الرّد على النحويّين في تحريف القرآن الكريم: التحريف المعنوي للقرآن الكريم والأدلة على ذلك.
- المستقلات العقليّة: الرّد على من قال باستقلال العقل بالحكم من قبل الشارع وعلى من قال بعدم الاستقلالوالعمل بالاستقلال.
- معاني مفردات القرآن الكريم: فيه بيان شرح المفردة بجملة ويستحيل شرح المفردة بمفردة وإظهار عدم الترادف (لا يزال الكتاب قيد التدوين).
- معاني الحروف: بخلاف ما قيل أن الحروف ليس لها معانٍ وإنما هي حروف «مباني»، بل يظهر ان لها قيمة وكيف تعمل في التسلسل الصوتي وهو ما يكشف عن الدلالة الحركية الكامنة في الحروف فينتج الدلالة العامة في الألفاظ.
- علماء جبل عامل: السير الذاتية لعلماء جبل عامل فقط مع صورهم الشخصية.[5]
- تحقيق قرآني علمي عن عدم جواز ضرب المرأة في الإسلام[9]
- الرد على العمائم المزيفة